# Vörös Márton
Vörös Márton (külföldön Marty Vörös) (Kecskemét, 1900. szeptember 22. – Södertälje, Svédország, 1993. július) magyar történész, író, földrajztudós, a svéd-magyar kapcsolatok kiemelkedő személyisége.

## Élete
1925-ben szerzett bölcsészdoktori diplomát a budapesti egyetemen. 1928-ban földrajz-történelem szakos gyakorló tanárként a ceglédi Kossuth Lajos Gimnáziumban tanított.
1931-32-ben a stockholmi egyetem Magyar Intézetét vezette. 1933-ban az Országos Levéltárban dolgozott. 1934-ben Pécs főlevéltárnoka lett. 1950-1961 között a Baranya Megyei Állami Levéltár vezetője volt.
1965-től Svédországban élt, de élénk kapcsolatokat ápolt Magyarországgal. 1985-től, amikor Ceglédre látogatott, minden évben egy-egy csomag könyvvel ajándékozta meg régi iskoláját.
Halála után a gimnáziumra hagyta könyvtárának 1778 kötetből álló magyar nyelvű részét, a saját műveivel és kézirataival együtt. Hagyatékát kívánságának megfelelően különgyűjteményként kezeli a gimnázium könyvtára.
Dr. Vörös Mártont végakaratának megfelelően, a ceglédi Kálvária temetőbe édesanyja mellé helyezték örök nyugalomra.

## Munkássága
Főként szociográfiai és helytörténeti tanulmányokat írt. 1934-ben Pécsett megírta az Hans W. Ahlmann vezette 1931-es arktiszi (spitzbergáki) svéd-norvég expedíció történetét. Svéd-magyar fordításokkal is foglalkozott.